# David Klock
David Klock (* 10. Mai 1988) ist ein ehemaliger deutscher Kinderdarsteller.

## Leben und Wirken
David Klock wurde im Alter von acht Jahren als Kinderdarsteller fürs deutsche Fernsehen engagiert. Seine bekannteste Rolle war die des Gustav Hummel in der Kinderbuchverfilmung Emil und die Detektive von 2001. 2004 war er zum letzten Mal als Schauspieler aktiv. Er studierte nach der Schulzeit Jura und ist heute wissenschaftlicher Mitarbeiter an der Universität Mannheim.

## Filmografie
- 1996: Küsse niemals deinen Chef
- 1997: Klassenziel Mord
- 2000: Die Wache (Fernsehserie, eine Folge)
- 2001: Emil und die Detektive
- 2001: Die Boegers (Fernsehserie, eine Folge)
- 2002: Highspeed – Die Ledercops (Fernsehserie, eine Folge)
- 2004: Ina & Leo (Fernsehserie, eine Folge)